# Димитър Велинов
Димитър Кирилов Велинов („Чотката“) е български комунист, офицер, генерал-майор.

## Биография
Роден е в пернишкото Блатешница на 8 ноември 1923 г. От 1944 г. и на БКП. Основното си образование завършва в родното си село. Гимназия учи в гр. Кюстендил. В предпоследния гимназиален клас става член на РМС (1939), за което е и изключен от Кюстендилската гимназия. Образованието си продължава в гр. Перник. По време на Втората световна война е ятак и помагач и член на бойна група. Заловен и осъден с условна присъда. От 1 май 1945 г. е назначен за помощник-командир на 3-а ударна рота от 46-и пехотен полк.
През 1945 г. е приет във Военното училище в София, което завършва 1948. Младият офицер – лейтенант Велинов е специалист в зенитната артилерия. По-късно завършва и военната академия „Кл. Ворошилов“ в СССР. Преминал през много отговорни постове в БА, като командир на първа дивизия ПВО. Завършва професионалната си кариера като началник тил на ПВО на ВВС със звание Генерал-майор (1979 – 1987).
Генерал Димитър Велинов умира на 12 април 1994 в гр. София. Носител на орден „9 септември 1944 г.“ – II ст. с мечове (1973) и орден „Народна република България“ – I ст. (1983)